# Elaeocarpus lancipetalus
Elaeocarpus lancipetalus är en tvåhjärtbladig växtart. Elaeocarpus lancipetalus ingår i släktet Elaeocarpus och familjen Elaeocarpaceae.

## Underarter
Arten delas in i följande underarter:
- E. l. lancipetalus
- E. l. mediocris
- E. l. tuberculatus